# Бытха
Бытха — гора в черте города Сочи, расположена между долинами рек Бзугу и Мацеста. Бытха представляет собой хребет длиной около 3 км, протянувшийся с северо-запада на юго-восток. Восточные склоны, обращенные к долине Мацесты, носят следы древнего оползня, видна стена отрыва и обвалившиеся с нее глыбы песчаника. Оползень находится в неустойчивом равновесии и любое вмешательство может вызвать активизацию оползневых процессов.
На склонах горы располагается микрорайон с таким же названием, но верхняя часть горы не застроена. Она покрыта грабово-дубовым лесом, встречаются краснокнижные виды растений: подснежник Воронова, цикламен, безвременник колхидский и другие.
С вершины открывается прекрасный вид на долину Мацесты, гору Ахун и вершины Кавказских гор.

## История
Долгое время гора Бытха представляла собой лесной массив. В конце XIX — начале XX вв. приморские склоны горы были застроены, возник дачный поселок под названием «Благодать». В советское время здесь развернулось интенсивное строительство санаторных объектов. В 1980-е годы здесь был введен в строй жилищный комплекс, и образовался жилой микрорайон Бытха.

## Происхождение названия
Топоним можно перевести с черкесского быты — «кривой» и тхое — «хребет», то есть «Горбатый или кривой хребет».